# Dalida
Iolanda Cristina Gigliotti ONLH • OAL • OC • CC • ON • OMRI (Cairo, então Reino do Egito, 17 de janeiro de 1933 — Paris, França, 3 de maio de 1987), mais conhecida como Dalida (em árabe: داليدا), foi uma famosa cantora e atriz egípcio-francesa, descendente de italianos. Dalida também destacou-se como rainha da beleza, sendo eleita Miss Egito em 1954, ainda como "Yolanda Gigliotti", consagrando-se logo em seguida como uma das mais notáveis artistas poliglotas a gravar no século XX.
Nascida em uma família de imigrantes italianos instalada no Egito, em sua juventude Dalida cultivara o sonho de tornar-se uma estrela do cinema. Coroada Miss Egito aos 21 anos, ela começou a aparecer em alguns filmes em seu país natal - creditada inicialmente apenas como Yolanda (em árabe: يولاندا) e depois como Dalila (دليله); logo em seguida, transferiu-se para a França e deu início a sua respeitável carreira musical, fazendo sucesso em toda a Europa e Oriente. 
Aclamada por sua capacidade de reinventar sua imagem através das décadas, Dalida atravessou diversos estilos durante os anos 1950 até a década de 1980 sem nunca perder sua autoridade de ícone dentro da música francesa. Ela foi responsável por modernizar o cenário musical da França com suas performances coloridas e inovadoras, tornando-se uma referência de estilo para muitos iniciantes. Dalida também tornou-se influente na moda, desde a época em que ostentava a imagem da morena vamp, nos anos 50, até a fase da loira estonteante, nos anos 70, tendo seu estilo copiado pelas mulheres. Sua maquiagem bem-marcada nos olhos e sua cabeleira loira passaram a ser sua marca. 
Dalida tornou-se a primeira cantora a receber discos de ouro e de platina, além de ter sido a primeira intérprete — entre homens e mulheres — a receber um disco de diamante, em 1981. Estima-se que até os dias de hoje ela tenha vendido 140 milhões de discos. Conhecedora de várias línguas, cantava em mais de 10 idiomas, tendo gravado canções em francês, italiano, alemão, espanhol, inglês, árabe (egípcio e libanês), japonês, holandês, hebraico e grego. Seu idioma materno era o italiano, apesar de ter aprendido o árabe egípcio e também o francês enquanto crescia no Cairo. Ela aprimoraria o seu francês na fase adulta, após estabelecer-se em Paris em 1954, tornando-se em seguida fluente em inglês e aprendendo também conversações básicas em alemão e espanhol, além de possuir certa facilidade em cumprimentar seus fãs do Japão utilizando japonês básico.
Quatro das gravações de Dalida em inglês ("Alabama Song", "Money Money", "Let Me Dance Tonight" – versão da original "Monday Tuesday... Laissez moi danser" – e "Kalimba de Luna") obtiveram bom sucesso principalmente na França e Alemanha sem mesmo terem sido lançadas nos mercados dos Estados Unidos e Reino Unido. Ela juntou ao longo de sua carreira inúmeras canções de sucesso atribuídas a seu nome, possuindo uma longa lista de sucessos nas dez e vinte primeiras colocações das tabelas musicais de todo o mundo cantando em francês, italiano, alemão, espanhol e árabe. Seu sucesso de vendagens de compactos e discos foi algo que perdurou por mais de 30 anos sobretudo em países como França, Itália, Alemanha, Bélgica, Espanha, Holanda, Luxemburgo, Suíça, Áustria, Egito, Jordânia, Líbano, Grécia, Canadá, Rússia, Japão e Israel. 
Apesar do sucesso de sua carreira, Dalida enfrentou vários dramas pessoais, e, sentindo-se solitária, caiu numa profunda depressão que culminou em seu suicídio em 1987, aos 54 anos. Sua imagem de glamour, sofisticação e sua fatídica morte a proporcionaram a admiração de muitos fãs fiéis, que cultuam sua imagem de diva trágica até os dias de hoje.

## Infância e juventude no Egito
Iolanda Cristina Gigliotti nasceu no distrito de Choubra, no Cairo, Egito, em uma família de classe média. Seus avós eram italianos oriundos da Calábria e haviam imigrado ao Egito no ano de 1890. Filha do meio, ela tinha dois irmãos: Orlando (n.1928 - m.1992) e Bruno (n.1936; que mais tarde durante a carreira de Dalida mudaria seu nome para Orlando, como seu outro irmão, e tornando-se seu produtor). Seus pais chamavam-se Filomena Giuseppina (cujo sobrenome de solteira era d'Alba; n.1906 - m.1971) e Pietro Gigliotti (n.1904 - m.1945); Giuseppina, também conhecida como Peppina, era costureira e Pietro era o primeiro violinista (primo violino) da Cairo Opera House. Iolanda estudou na Scuola Tecnica Commerciale Maria Ausiliatrice, uma escola católica italiana.
| “ | A vida corria tranquilamente no Cairo, até eu contrair uma infecção nos olhos que me cegou temporariamente e, em seguida, me deixou estrábica. Obrigada a usar óculos de lentes grossas, eu me tornei o alvo de todas as piadas na escola. Somente meu pai continuava a me achar bela. Infelizmente ele morreu quando eu tinha 12 anos. Nesse momento, eu não sabia que o luto viria a fazer parte da minha vida íntima. Aos 16 anos, cansada de me sentir humilhada, eu quebrei meus óculos, me convenci de que era bonita e decidi que esse “defeito” seria, a partir de então, minha marca indelével. E, como vingança, eu me tornei Miss Egito aos 21 anos. Esse título me abriu as portas do cinema egípcio, mas meu sonho era Paris. Determinada, eu escapei para a cidade do amor em 21 de dezembro de 1954 e, nesse dia, eu virei Dalida. | ” |

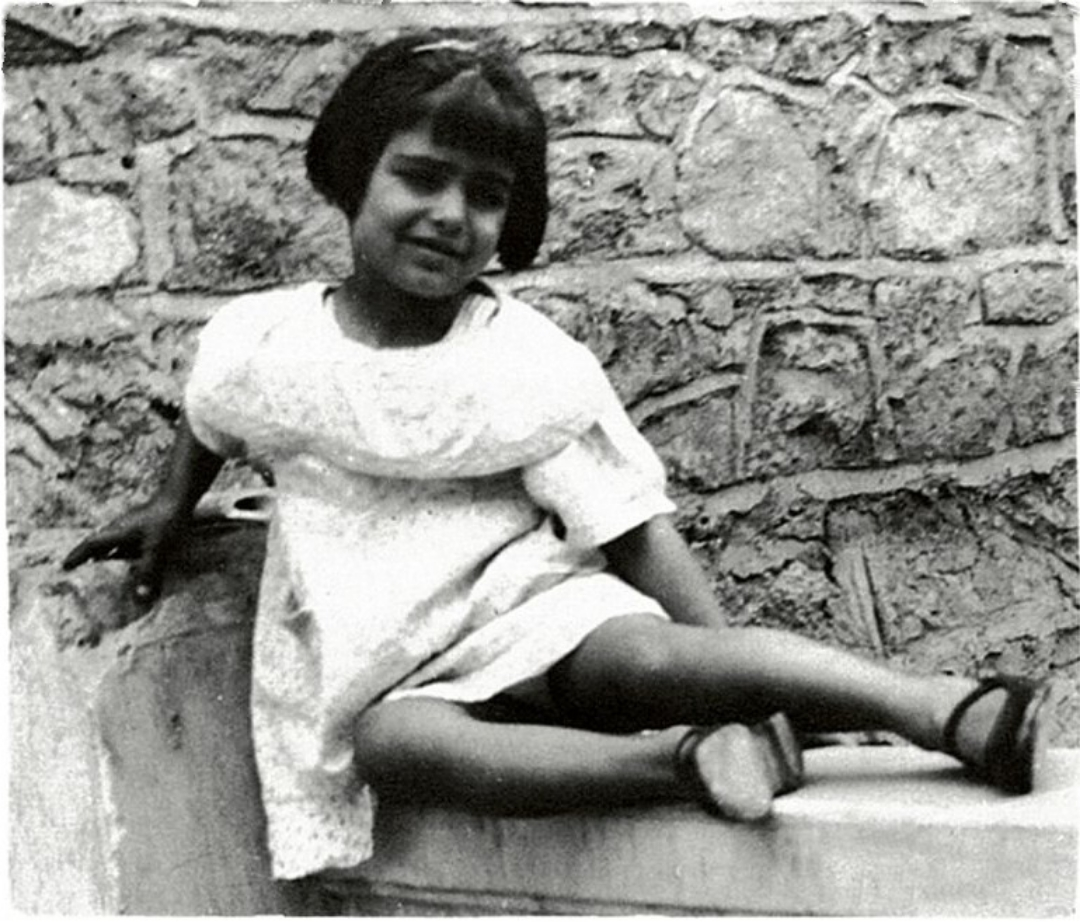
Iolanda aos 4 anos (Cairo, 1937).

Em 1951, aos 18 anos, participou do concurso de beleza Miss Ondine vencendo a competição, indo logo após trabalhar como modelo no estúdio de moda "Donna", um dos mais importantes da cidade do Cairo. Em 1954, aos 21 anos, competiu e venceu o Miss Egito daquele ano, sendo considerada então a moça mais bela do do Egito e ganhando fama no país.
Após vencer o Miss Egito ela é convidada a atuar em diversos filmes. Para isso fez aulas de canto já que em grande parte destas produções ela também participava cantando. Iolanda fez os filmes "Joseph et ses frères", "Le masque de Toutankhamon" e "Un verre, une cigarette" (Sigarah wa kas). Foi quando ela foi descoberta pelo diretor francês Marc de Gastyne que excursionava pelo Egito e a viu nas telas do cinema. Ele a aconselhou a tentar carreira na França, e apesar de toda a relutância de sua mãe, ela mudou-se para Paris na véspera do Natal de 1954, com a intenção de seguir carreira cinematográfica, sob o nome artístico de Dalila.

## Carreira artística na Europa
Suas buscas no cinema francês não são satisfatórias, e ela então aceita a oportunidade de cantar em um cabaré na Itália. Bruno Coquatrix promovia um programa de calouros para jovens cantores no então recentemente reformado e reinaugurado Olympia de Paris. Dalila interpretou a música "Étrangère Au Paradis" e Bruno Coquatrix se encantou com a interpretação da cantora que logo foi apresentada a Lucien Morisse e Eddie Barclay; a dupla desempenharia papel fundamental na carreira da artista. Morisse foi produtor artístico do popular Radio Europe 1 e Barclay um reconhecido produtor de discos. Eles aconselharam a cantora a adotar um novo nome artístico, Dalida, que para eles soaria melhor. Logo após firmar contrato com Barclay o single de estreia de Dalida, "Madona", foi divulgado e promovido fortemente por Morisse obtendo moderado sucesso.

### 1956-1964 - a era "Bambino"

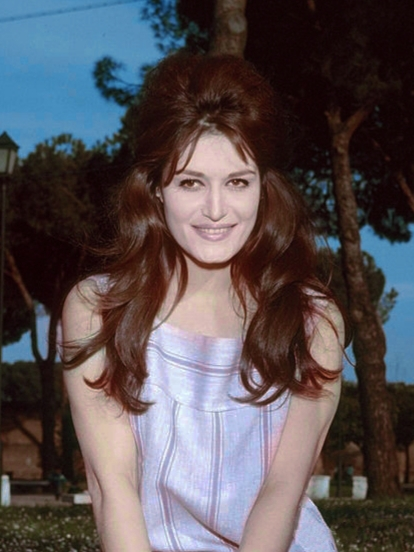
Dalida em 1961.

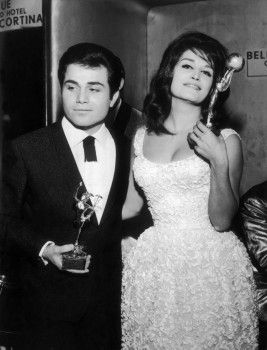
Foto tirada na Itália em 1963, onde aparece com seu irmão mais novo, Bruno, conhecido pelo nome artístico de Orlando, que viria a tornar-se seu produtor musical a partir de 1966.

O lançamento de "Bambino" em 1956 foi um verdadeiro marco na carreira da cantora, que, com esta canção, ficou durante 46 semanas nas paradas Top 10 da França, o que resultou numa das maiores vendagens de discos na história francesa; por suas vendas (que ultrapassaram as 300 000 cópias), Dalida recebeu seu primeiro Disco de Ouro, em 17 de setembro de 1957. No mesmo ano, Dalida ainda auxiliaria Charles Aznavour no Olympia. O single precedente a "Bambino", a exótica "Gondolier", foi lançada no Natal de 1957, também sendo um grande sucesso, como outros trabalhos da mesma época, tais como "Come Prima (Tu Me Donnes)", "Ciao Ciao Bambina", e uma versão dos The Drifters "Save The Last Dance For Me", "Garde-Moi La Dernière Danse". Dalida e seu produtor Lucien Morrise iniciam um romance, mas havia um problema: ele já era casado e era pai. Lucien prometeu a Dalida que iria se divorciar da esposa para ficar com ela, mas isso demorou vários anos.

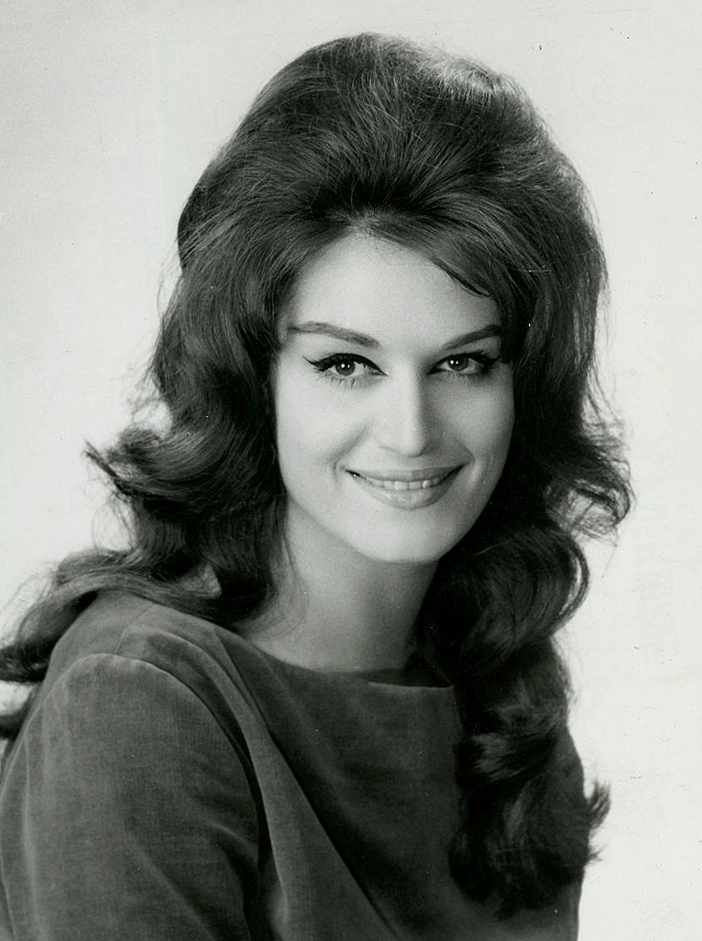
Dalida em 1961

Lucien consegue se divorciar da esposa e em 1961 se casa com Dalida. Ele, porém, era obcecado pelo trabalho, e muitas vezes não tinha tempo para Dalida, que, sentindo-se abandonada, acabou se vendo apaixonada por outro rapaz. Dalida e Lucien se divorciaram amigavelmente em 1964; Lucien cometeria suicídio em 1970.
Dalida percorreu grande turnê desde 1958 até o começo da década de 1960, se apresentando na França, Egito e Itália. Sua turnê no Egito e Itália difundiu sua fama fora da França e Dalida logo viria a ser reconhecida em toda Europa. Na mesma época Dalida apresentou um mês de shows no Olympia, cuja bilheteria se esgotou completamente. Logo após isso Dalida embarcou para turnê em Hong Kong e Vietnam.
Em 1964, Dalida também terminaria a sua transformação para ficar loira. Por toda a década de 1960 Dalida frequentemente encheria as apresentações no Olympia, e as apresentações internacionais se tornavam cada vez mais frequentes.

### 1967-1968 - tentativa de suicídio e recuperação
Dalida inicia um romance com o talentoso, porém perturbado, cantor italiano Luigi Tenco, o qual havia passado cinco anos trabalhando em uma música chamada "Ciao amore ciao". Ele e Dalida a cantariam no Festival de Sanremo de 1967, o evento mais importante de música italiana, que ocorreu na trágica noite de 27 de janeiro.
Os jurados não gostaram da canção e eles foram desclassificados. Tenco ficou decepcionado e não compareceu ao jantar dos artistas após as apresentações. Depois, Dalida foi para o hotel e o encontrou morto no chão de seu quarto. O cantor se suicidara com um tiro de pistola na orelha, deixando claro em um bilhete que não se matou porque cansara de viver, mas sim como forma de protesto contra os jurados do festival.

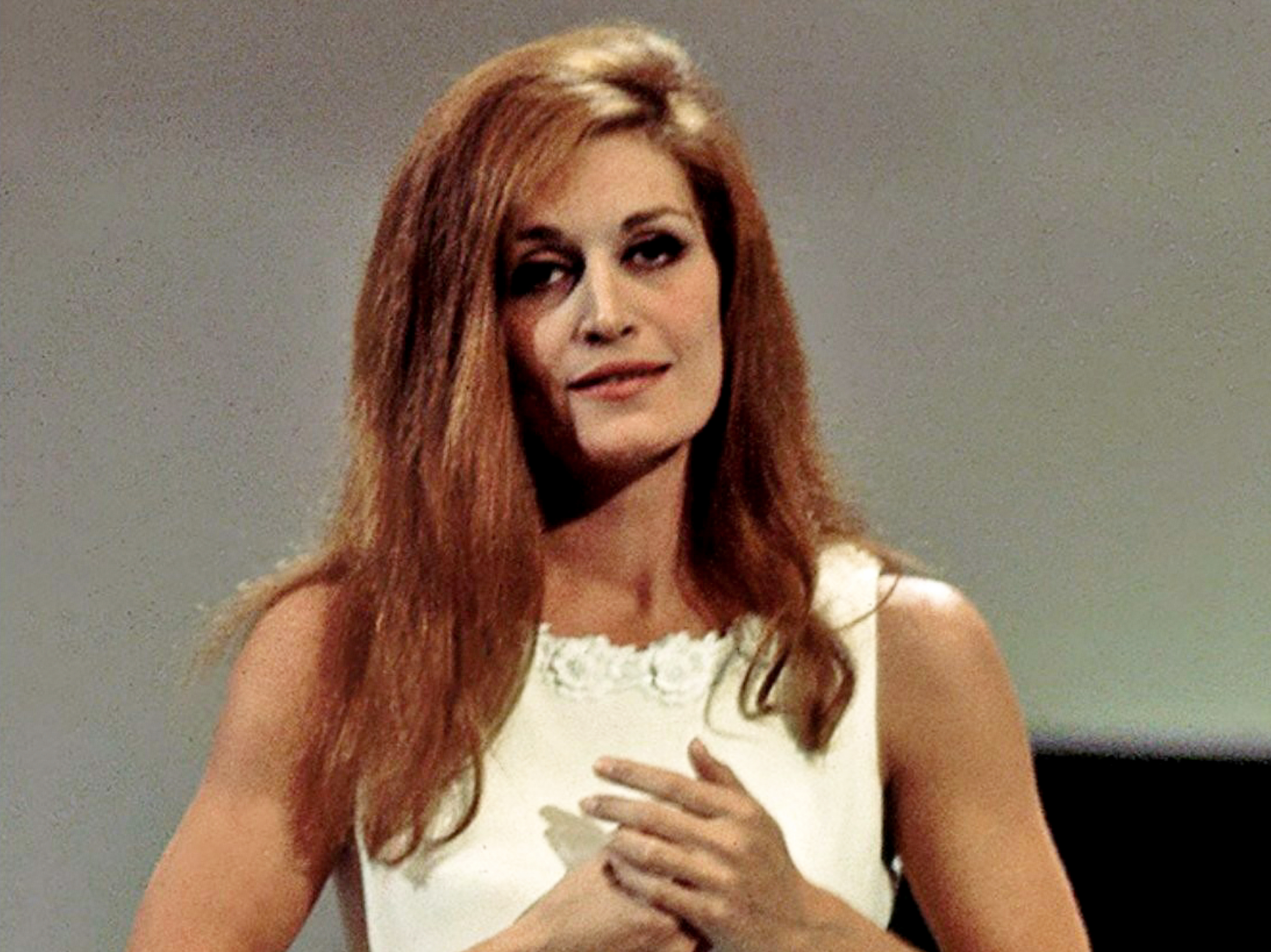
Dalida em 1967, durante participação na TV italiana.

Um mês depois do suicídio de Tenco, Dalida, arrasada, arquitetara um plano de suicídio. A cantora teria fingido sair de Paris em direção ao Aeroporto de Orly e de lá embarcar em um voo para a Itália. No entanto ao invés de fazê-lo, ela se hospedou no quarto 410 do Hotel Prince di Galles, o mesmo em que havia se hospedado com Tenco antes de Sanremo. Dalida colocou na maçaneta da porta uma mensagem com o aviso “Não perturbe” e antes de ingerir vários medicamentos escreveu três cartas: uma ao ex-marido, uma à mãe, na qual rogava para que não se desesperasse e outra a seu público. Dalida foi salva pela intervenção de uma camareira que percebeu por baixo da porta a luz que estava acessa há mais de 48 horas, advertindo então o gerente do hotel. Um funcionário acessou o quarto da cantora através de um quarto vizinho e a encontrou na cama em estado de coma. Dalida viria a sair do estado de inconsciência após 5 dias ficando de repouso por quatro meses e voltaria a se apresentar em junho de 1967 sendo aclamada pelos franceses em seu retorno aos palcos.
Em fins de 1967, um outro drama marca a vida de Dalida. Durante uma viagem à Roma, ela conhece Lucio, um estudante de 22 anos e grande admirador seu e de Luigi Tenco. Eles têm um romance, e, por fim, de volta à Paris, ela descobre-se grávida. Apesar de sempre ter sonhado com a maternidade, a cantora, à época com quase 35 anos, decide não levar esta gravidez adiante. Ela então viaja novamente à Itália, onde realiza um aborto. Anos mais tarde ela descobriria que este procedimento a tornara estéril, privando-a de concretizar o seu desejo de ter filhos, que fora um dos maiores anseios de sua vida.
No dia 5 de dezembro de 1968 foi condecorada com a Medalha da Presidência da República, pelo General de Gaulle, sendo ela a única cantora a receber essa condecoração.

### Anos 1970
O início da década de 1970 representou uma fase de transição para a cantora, abrilhantada por alguns de seus singles de maior sucesso. Após adquirir aguçado interesse por estudos na metade da década de 1960, e após a sua tentativa de suicídio, Dalida tentava quebrar a solidão e o tédio lendo muitos livros sobre filosofia, psicologia, Freud etc. Ela optou por cantar canções com letras mais profundas.[carece de fontes?] Bruno Coquatrix questionava a evolução da carreira de Dalida, e ficou bastante duvidoso em vendê-la para uma série de apresentações em 1971. Dalida alugou o local das apresentações do próprio bolso, e seu show teve uma comovente aceitação de público.

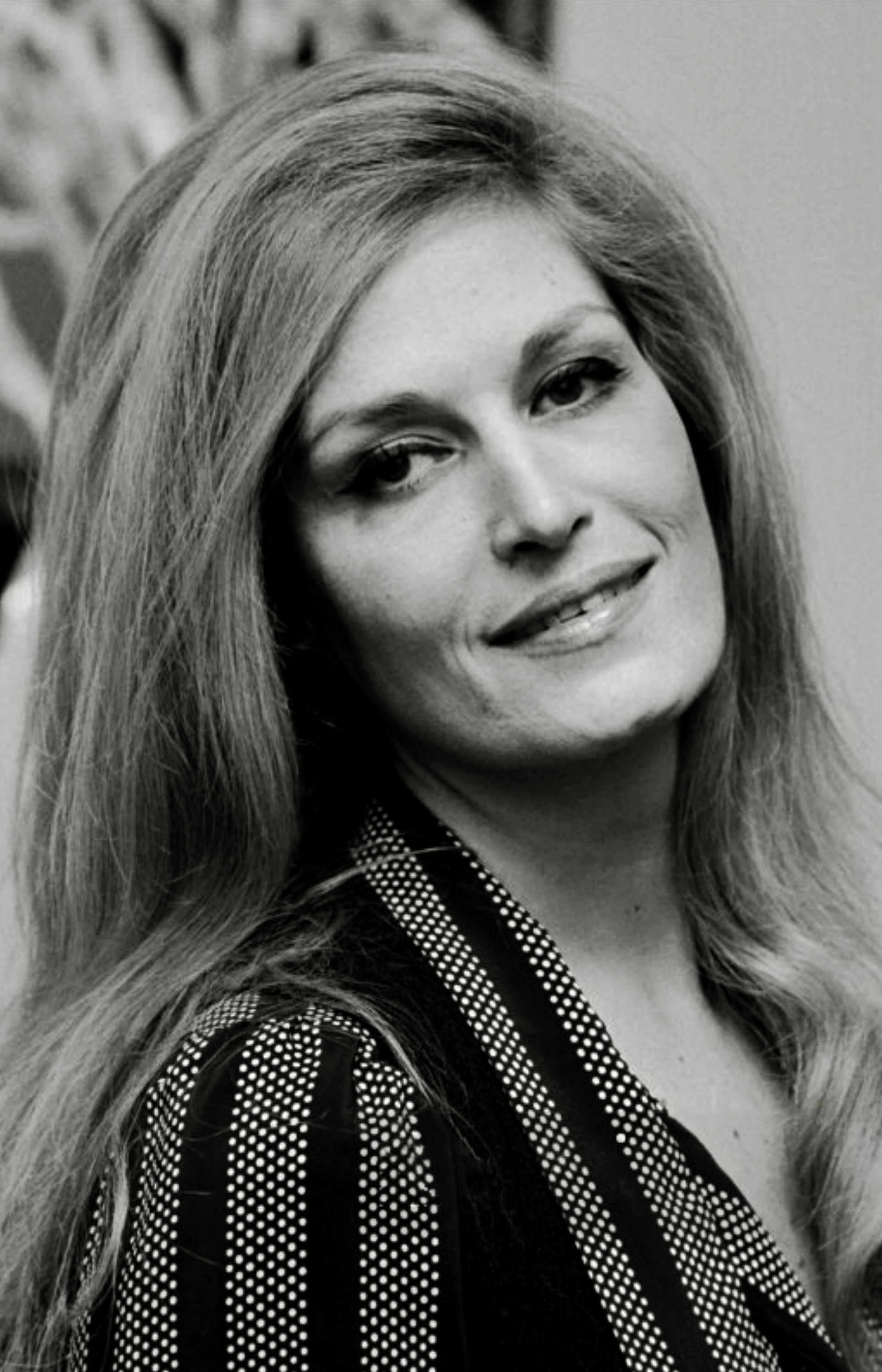
Dalida em 1974.

Em 1973, uma versão em francês para a música italiana Paroles Paroles, originalmente gravada por Mina, foi gravada por Dalida e seu amigo pessoal Alain Delon. A canção se transformou num grande hit e foi o single de número 1 nas paradas da França e Japão. Em seguida, Il Venait d’Avoir Dix-Huit Ans, alcançou número 1 em nove países, e vendeu três milhões e meio de cópias na Alemanha. No mesmo ano, Je suis malade também marca o auge da carreira da cantora. No ano seguinte, o lançamento da canção Gigi L’Amoroso apresenta maiores números nas listas que seu predecessor, alcançando o topo das paradas em 12 países. Dalida então goza de uma fase de vendas extraordinárias, apresentando-se frequentemente em países como Japão, Canadá e Alemanha. Em fevereiro de 1975, os críticos de música da França premiam a cantora com o prestigiado Prix de l'Académie du Disque Français (Prêmio da Academia do Disco Francês).
O ano de 1976 significaria uma reinvenção na carreira de Dalida; em fevereiro daquele ano é lançado o disco "J’Attendrai" cuja música de trabalho de mesmo nome permaneceu quatro semanas no topo das paradas francesas e uma semana na nona colocação. "J'Attendrai" é considerado o primeiro single de Disco Music da França. Na mesma época, a popularidade dos shows de variedades era febre por toda a Europa e Dalida fez inúmeras apresentações de TV, não só na França mas em toda Europa.
Em 1978 gravou "Salma Ya Salama", composição francesa com inspiração na música árabe, originalmente gravada em língua francesa e dado a seu grande sucesso versionada e regravada em árabe, italiano e alemão. "Salma Ya Salama" e outras canções em árabe gravadas por Dalida como "Helwa Ya Baladi" e "Ahsan Nas" se tornaram extremamente populares no Egito, fazendo de Dalida a única cantora a quebrar a barreira entre a música árabe e a música ocidental. Sua amiga e também cantora, a libanesa Fairuz foi outra grande artista a cruzar as fronteiras musicais mas no lado oposto: do Oriente para o Ocidente, com seu imenso sucesso em toda Europa, América do Norte e Sul, e Austrália.
O sucesso de "Salma Ya Salama" foi seguido pelo primeiro single francês de medleys, "Génération ‘78", em estilo disco, trazendo alguns de seus maiores sucessos. Esse também se tornou o primeiro single francês a ser acompanhado de um videoclipe. Em novembro daquele ano Dalida apresentou um musical Broadway no Carnegie Hall de Nova York, com coreografia de Lester Wilson, o mesmo criador das coreografias de John Travolta no ano anterior para o filme Saturday Night Fever. Dois anos depois, acompanhando o sucesso de "Monday Tuesday… Laissez-Moi Danser" no verão de 1979 ela repetiria a mesma apresentação no Palais des Sports, e cada show fechado encorajava mais ainda a cantora a embarcar numa turnê nacional que duraria até o Outono. No mesmo ano, a canção "Gigi In Paradisco", uma continuação à já conhecida "Gigi L’Amoroso" foi lançada.

### Anos 1980 e últimos momentos
O ano de 1981 ficou marcado com o lançamento de "Rio do Brasil". Neste ano também Dalida se apresentou por diversas vezes no Olympia, igualando o sucesso da turnê de 1980. Na noite de sua primeira apresentação ela se tornou a primeira cantora do mundo a ser premiada com um Disco de Diamante, em reconhecimento de suas magníficas vendagens que até aquele ponto da carreira passavam os 86 milhões de discos.

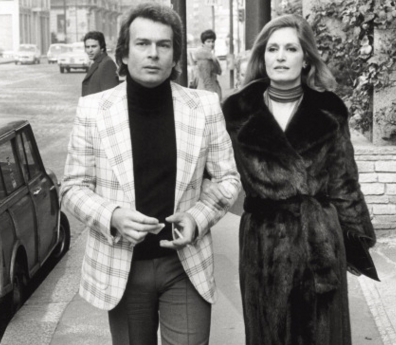
Dalida e Richard Chanfray, também conhecido como Richard St. Germain, seu companheiro por quase dez anos.

Dalida esteve romanticamente envolvida entre 1972 e 1981 com Richard Chanfray, famosa personalidade da França; ele era conhecido sobretudo por suas apresentações de ilusionismo em vários programas da TV francesa. No começo os dois entendiam-se bem mas, depois de um certo tempo, Richard revelou-se um homem agressivo, machista e insuportável. As brigas tornaram-se frequentes e Dalida tentou separar-se dele em diversas ocasiões, mudando de ideia sempre que ele fazia cenas de arrependimento e sentimentalismo tão intensas a ponto de ela ter pena e o conceder novas chances. O relacionamento seria finalmente rompido em 1981, quando Richard já era apresentado como tendo problemas mentais — ele era alquimista e dizia ter poderes paranormais como ressuscitar animais mortos, transformar chumbo em ouro, além de dizer ser a reencarnação do misterioso Conde de St. Germain, que viveu no século XVIII. Dois anos após o fim da relação com Dalida, Richard e sua nova namorada cometeram suicídio, em julho de 1983.
Dalida passou grande parte de 1982 e 1984 em turnê, lançando o álbum "Les P'tits Mots" em 1983 que trazia grandes hits como "Lucas", "Femme", uma versão francesa de "Smile" de Charles Chaplin, e "Mourir Sur Scène". O álbum "Dali" foi lançado em 1984, e foi acompanhado do lançamento de diversos singles, incluindo "Soleil", "Pour Te Dire Je T’Aime", versão francesa para “I Just Called To Say I Love You" de Stevie Wonder, e "Kalimba de Luna", originalmente gravada por Tony Esposito. Todos estes três apresentaram moderados números de sucesso, e seu próximo álbum, em 1986, "Le Visage de L’Amour", seria seu último álbum de canções totalmente inéditas (Com exceção da última canção, sendo esta "Mourir Sur Scène").
Dalida foi submetida a duas intervenções oftalmológicas em 1985, a obrigando a dar um intervalo em sua carreira, mas isso não a impediu de gravar mais dois grandes sucessos naquele ano: "Reviens-moi" e "Le temps d'aimer".
Ainda em 1985 ela começa um romance com seu médico François Naudy, mas o romance não era satisfatório, ele era um homem frio e ausente, o que fazia Dalida sofrer, apesar de eles ainda ficaram juntos durante dois anos.
Em 1986, ela faria o papel de uma jovem avó no filme de Youssef Chahine "Le Sixième Jour", cuja participação teve positiva repercussão por parte da crítica. Ainda em 1986, ela ainda gravaria mais alguns sucessos como "Parce que je ne t'aime plus", "Les hommes de ma vie", uma nova versão de "La danse de Zorba" e uma canção sobre o seu filme "Le sixiéme jour", esta última seria a última canção gravada de sua vida. Sua derradeira apresentação ao vivo foi no final de abril de 1987 em Ancara, na Turquia, onde ela cantou para o presidente da Turquia.

## Depressão e suicídio
Após 31 anos de sucesso ininterrupto, Dalida tinha uma incrível habilidade de transmitir alegria e otimismo apesar de estar tão ferida sentimentalmente. Ela teve em sua vida três homens suicidas (num momento crucial de sua dor, teria deixado escapar: "Todos os homens a quem amo se suicidam... sou maldita!"), embora o único que se relacionava com ela quando cometeu suicídio tenha sido Luigi Tenco.
Dalida sentia-se cada vez mais sozinha e pesarosa por ter passado sua vida inteira dedicada à carreira e a homens que ela acreditava serem o ideal a cada relacionamento, além do fato de não ter podido exercer a maternidade. O passar dos anos começaram a pesar-lhe. Talvez sua canção que mais justifique o seu sofrimento seja "Je suis malade" (Estou doente).

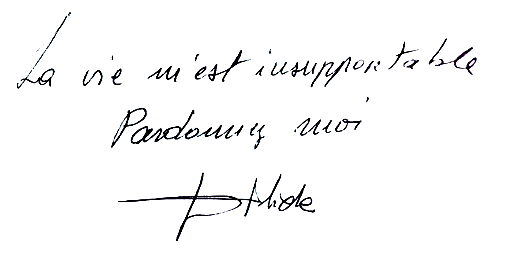
Nota de suicídio de Dalida.

Após anos de buscas através da filosofia, religião e misticismo a fim de preencher o vazio que a jogara em profunda solidão em virtude de abandonos afetivos e juras não cumpridas (veja sua canção "Oh! Seigneur Dieu"), Dalida decide pôr fim à própria vida ingerindo uma elevada dose de barbitúricos na noite do dia 2 de maio de 1987, aos 54 anos (o óbito deu-se nas primeiras horas do dia 3 de maio), por achar que já tinha dado tudo de si e que nada mais seria novidade para uma profissional que trabalhava incessantemente. Ela deixou duas cartas: uma a seu irmão Orlando e outra ao seu companheiro François Naudy, além de uma nota de suicídio aos seus fãs com a frase: “La vie m'est insupportable ... pardonnez-moi” (A vida tornou-se insuportável para mim... perdoem-me).

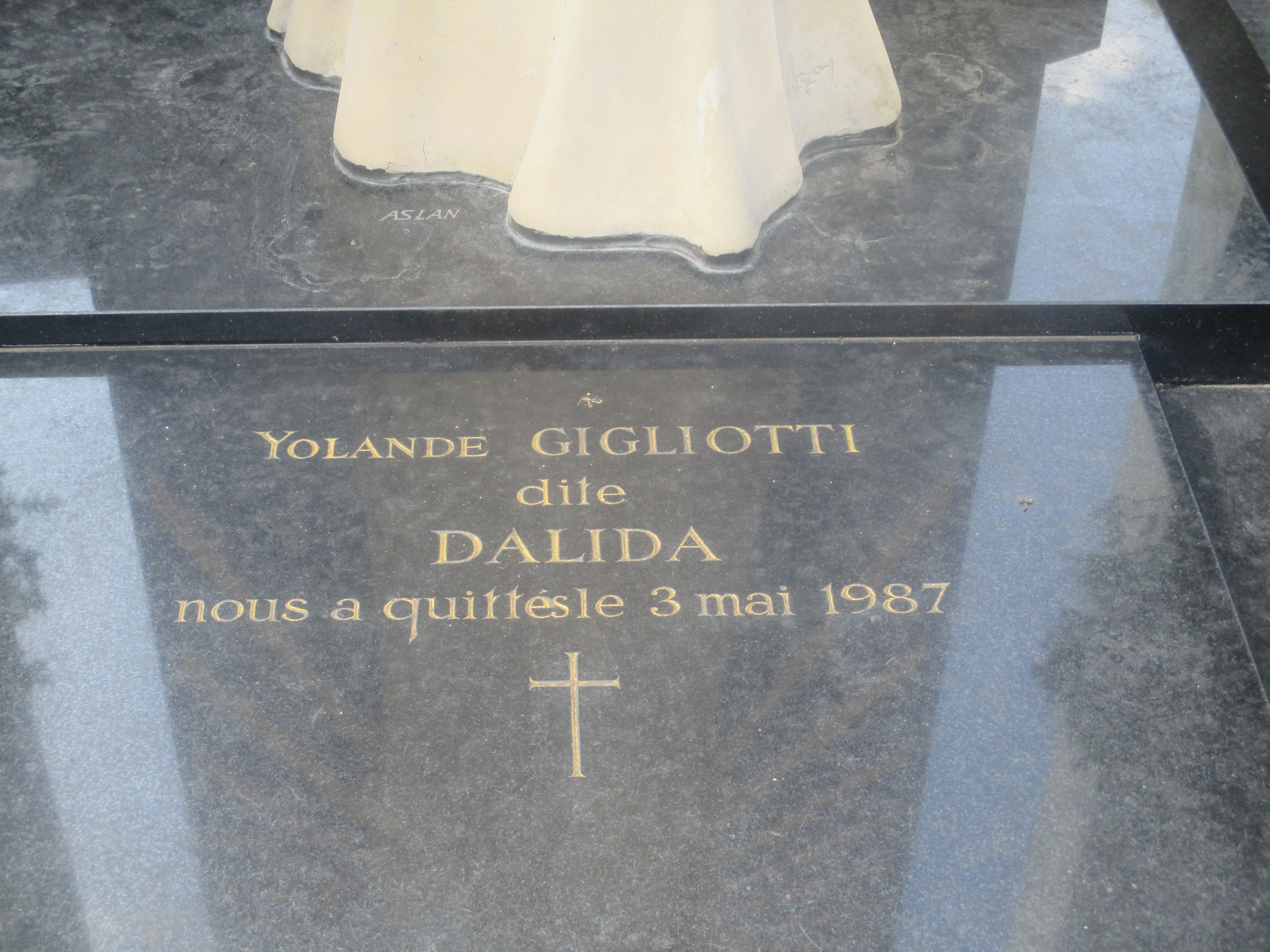
Túmulo de Dalida, cujo nome de nascimento é apresentado de forma afrancesada

A tumba da cantora é a mais visitada do Cemitério de Montmartre, em Paris, sendo decorada com uma estátua dela em tamanho real e estando sempre coberta por flores deixadas por fãs de todo o mundo.

## Legado
Anwar Sadat, presidente do Egito de 1970 a 1981, afirmou: "Dalida é a figura egípcia mais famosa do mundo depois de Cleópatra". Desde sua morte, a cantora tem se tornado figura cultuada por uma nova geração de fãs. Em 1988, a Enciclopédia Universal encomendou uma pesquisa que foi publicada no periódico “Le Monde”, cujo objetivo seria revelar as personalidades de maior impacto na sociedade francesa. Dalida levou o segundo lugar, perdendo apenas para o General de Gaulle.
Em 1992 foi lançada a primeira série trazendo toda sua obra discográfica distribuída em dois tomos: "Les Années Barclay", de 1992 contendo 10 CDs e "Les Années Orlando" de 1997, composto de 12 CDs.
Em 1997, no cruzamento das ruas Girardon e Abreuvoir, o Butte Montmartre, em Paris, foi reinaugurado com o nome de Place Dalida (Praça Dalida), e um busto de Dalida, que virou uma espécie de talismã para sorte no amor, foi erigido ali: pessoas que visitam o local costumam passar as mãos nos seios da estátua para poderem ter sorte no amor.
Em 2000 seu amigo de longa data Charles Aznavour gravou o sucesso "De La Scène À La Seine", uma canção alegre sobre sua vida na França, e em 2001 o governo francês homenageou sua memória com um selo postal feito em comemoração ao 15º aniversário de sua morte. No mesmo ano, o Grupo Universal Music relançou os primeiros álbuns de Dalida em embalagens de edição especial, tendo todas suas faixas remasterizadas digitalmente. Sua música também foi tema para vários álbuns de remixes. Dalida vendeu um total de mais de 140 milhões de cópias de 1956 até os dias atuais. Desde sua morte, muitos dos sucessos de Dalida foram remixados no estilo techno e dance, sendo sucesso em vários países até os dias de hoje. Orlando, irmão de Dalida (cujo nome verdadeiro é Bruno), que foi seu produtor e empresário, é o detentor dos direitos de imagem e fonográficos da cantora. Várias biografias lhe foram consagradas como a oficial escrita pela jornalista Catherine Rihoit sob o olhar de seu irmão Orlando e outra por um de seus sobrinhos. Outras biografias não-oficiais foram lançadas posteriormente, dentre as quais duas escritas por dois admiradores da artista: Ariane Ravier, que chegou a ser também sua fotógrafa, e a outra escrita em português pelo autor brasileiro Jorge de Souza, a única no mundo escrita em português.

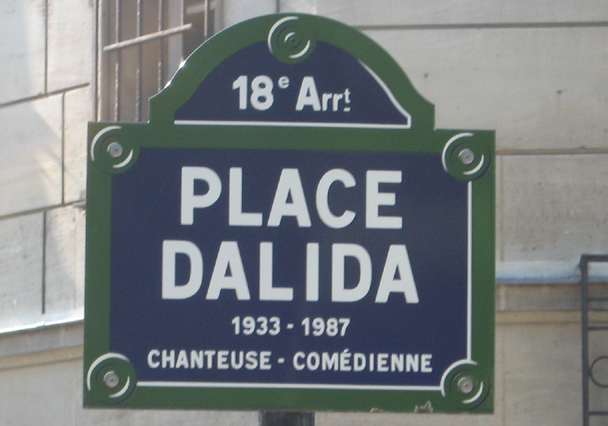
Placa indicando a Praça Dalida
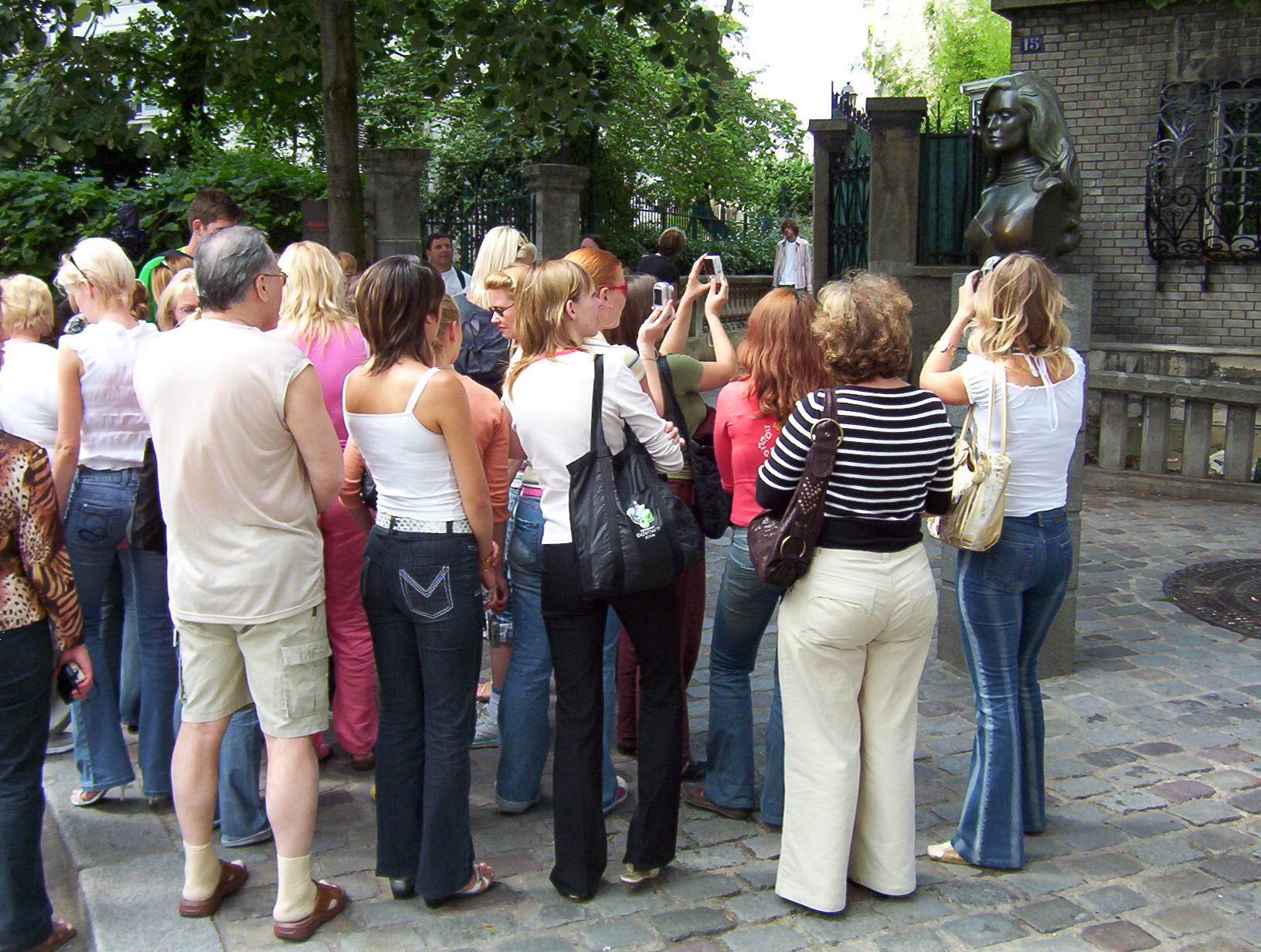
Turistas em visita à Praça Dalida
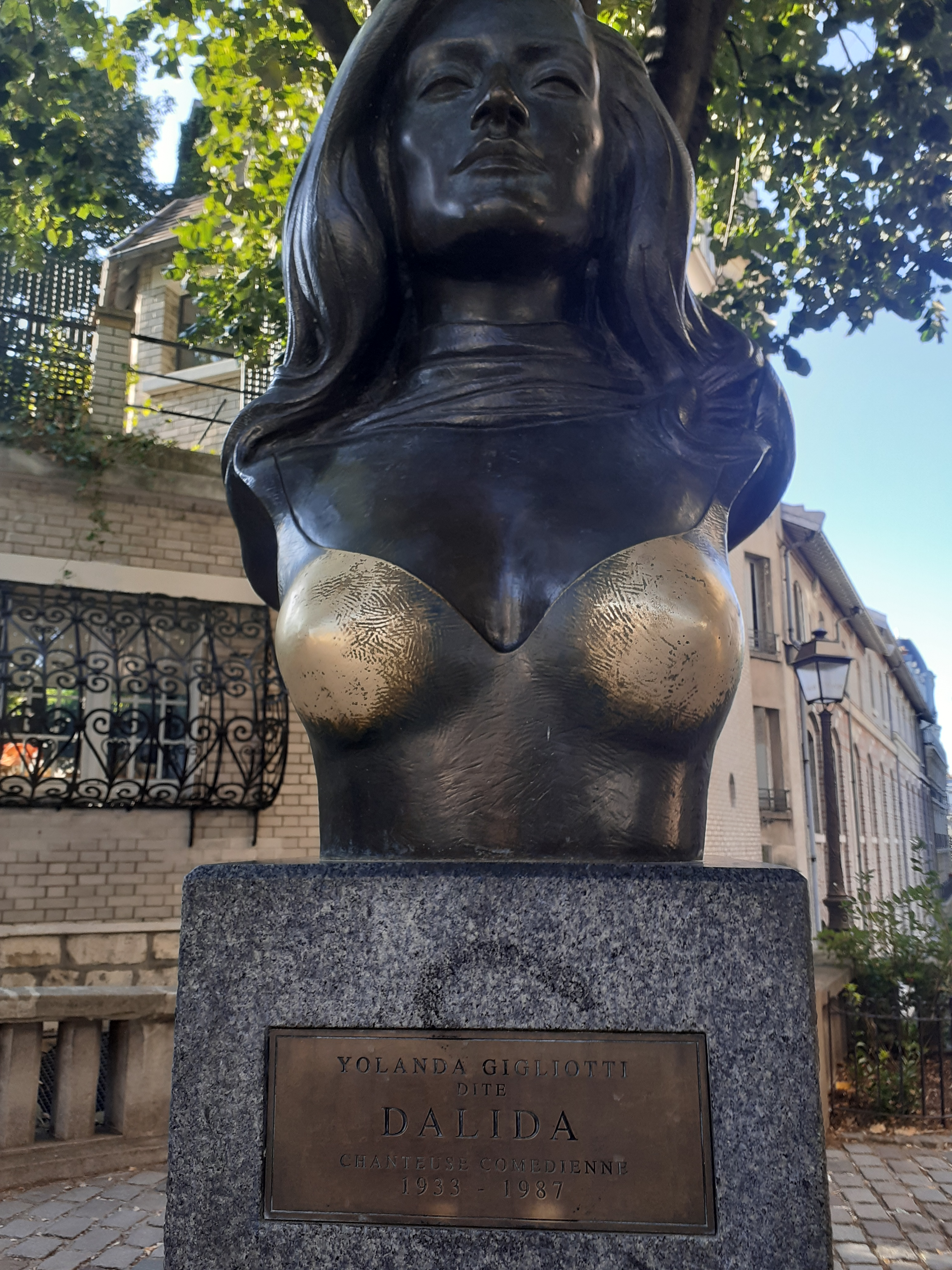
Busto na Praça Dalida
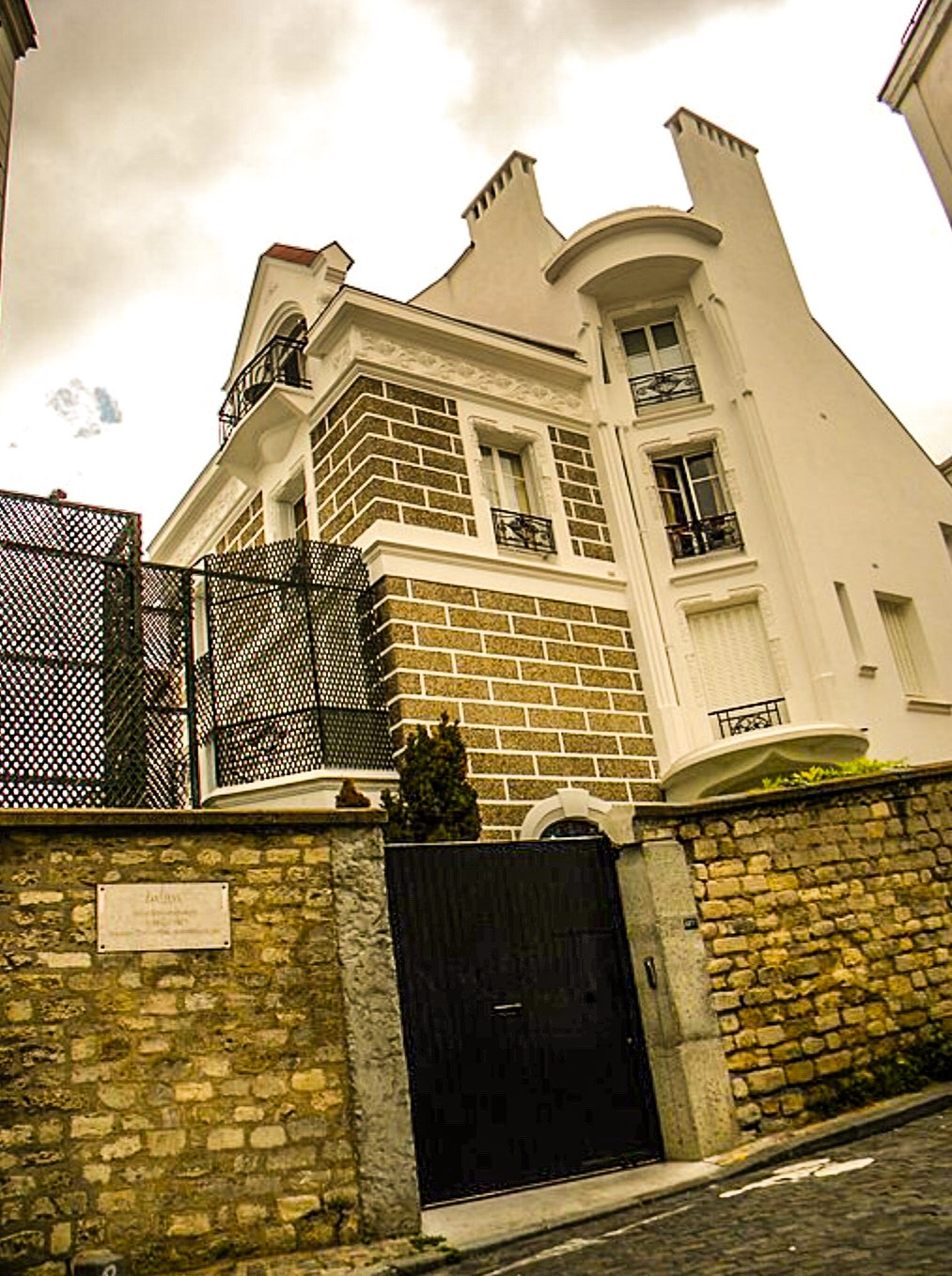
Casa onde viveu Dalida, em Montmartre, Paris

## Representações na cultura
Em 1999 foi apresentada em Roma a peça "Solitudini - Luigi Tenco e Dalida", escrita e dirigida por Maurizio Valtieri. Em 2005 a vida da cantora foi tema de um telefilme italiano dividido em duas partes, em que Dalida foi interpretada pela atriz Sabrina Ferilli.
De 11 de maio a setembro de 2007 a Câmara Municipal de Paris homenageou Dalida por ocasião dos 20 anos de sua morte com uma exposição de suas roupas e fotografias inéditas.
Em janeiro de 2017 é lançada uma cinebiografia sobre a cantora intitulada Dalida, sob a direção de Lisa Azuelos (filha da cantora e atriz francesa Marie Laforêt, contemporânea de Dalida). O longa traz como protagonista a atriz e modelo italiana Sveva Alviti.

## Filmografia
- 1954: Joseph et ses frères, com Omar Sharif
- 1954: Le masque de Toutankhamon
- 1954: Un verre, une cigarette
- 1957: Brigade des mœurs
- 1958: Rapt au deuxième bureau
- 1960: Parlez-moi d'amour
- 1963: L'inconnue de Hong Kong, com Serge Gainsbourg
- 1965: Ménage à l'Italienne, com Ugo Tognazzi
- 1968: Io ti amo
- 1977: Comme sur des roulettes, de Guy Lux
- 1977: Dalida pour toujours, documentário
- 1986: Le Sixième Jour, de Youssef Chahine
- 2005: Dalida (telefilme lançado com o título de Dalida, le film de sa vie), com Sabrina Ferilli interpretando Dalida
- 2017: Dalida, dirigido por Lisa Azuelos, com Sveva Alviti interpretando Dalida